# Torneo del Interior A 2001
El Torneo del Interior A de 2001 fue la cuarta edición del torneo organizado por la Unión Argentina de Rugby que reúne a los mejores clubes de todas las uniones provinciales de la Argentina, excluyendo a la Unión de Rugby de Buenos Aires. Se llevó a cabo entre el 18 de agosto y el 6 de octubre de 2001.
A partir de esta temporada el torneo dejó de estar dividido en dos niveles que convergían en una fase final y pasó a estar dividido en dos divisiones paralelas. Estas divisiones, inicialmente denominadas Torneo del Interior - Zona Campeonato y Torneo del Interior - Zona Ascenso, pasaron a ser conocidas como Torneo del Interior A y Torneo del Interior B. El intercambio de plazas entre ambos torneos estuvo contemplado, pero no se llevó a cabo durante esta temporada. Además, a partir de esta temporada se permitió la participación de clubes de Chile, Paraguay y Uruguay, llegando a un acuerdo entre sus respectivas uniones y la Unión Argentina de Rugby.
La final se disputó en las instalaciones de Natación y Gimnasia entre La Tablada de Córdoba y Cardenales de Tucumán. El equipo cordobés derrotó 21-16 al conjunto local y se quedó con el torneo de forma invicta, consiguiendo su primer título y el tercero para un club cordobés en 4 temporadas.

## Equipos participantes
Participaron de este torneo 16 clubes, provenientes del Campeonato Oficial Cordobés (cuatro equipos), el Torneo Regional del Litoral (cuatro equipos), el Torneo Regional del Noroeste (cuatro equipos), el Torneo Regional del Oeste (tres equipos) y el Torneo de la URMDP (un equipo).
| Club                          | Vía de clasificación                                                         |
| ----------------------------- | ---------------------------------------------------------------------------- |
| Club La Tablada               | Campeón del Campeonato Oficial de la UCR 2000.                               |
| Jockey Club de Córdoba        | Subcampeón del Campeonato Oficial de la UCR 2000.                            |
| Tala Rugby Club               | 3.° puesto en el Campeonato Oficial de la UCR 2000.                          |
| Club Palermo Bajo             | 4.° puesto en el Campeonato Oficial de la UCR 2000.                          |
| Jockey Club de Rosario        | Campeón del Torneo del Interior 2000 y del Torneo Regional del Litoral 2001. |
| Duendes Rugby Club            | Subcampeón del Torneo Regional del Litoral 2001.                             |
| Universitario de Santa Fe     | 3.° puesto en el Torneo Regional del Litoral 2001.                           |
| Gimnasia y Esgrima de Rosario | 4.° puesto en el Torneo Regional del Litoral 2001.                           |
| Huirapuca                     | Campeón del Torneo Regional del Noroeste 2001.                               |
| Cardenales Rugby Club         | Subcampeón del Torneo Regional del Noroeste 2001.                            |
| Tucumán Rugby Club            | 3.° puesto en el Torneo Regional del Noroeste 2001.                          |
| Universitario de Tucumán      | 4.° puesto en el Torneo Regional del Noroeste 2001.                          |
| Los Tordos Rugby Club         | Campeón del Torneo Regional del Oeste 2001.                                  |
| Marista Rugby Club            | Subcampeón del Torneo Regional del Oeste 2001.                               |
| Mendoza Rugby Club            | 3.° puesto en el Torneo Regional del Oeste 2001.                             |
| Mar del Plata Club            | Campeón del Torneo de la URDMP 2001 (compartido).                            |

Mar del Plata Club compartió el título del torneo de la URMDP con IPR Sporting Club y Universitario, pero clasificó por ser el mejor clasificado en los criterios de desempate establecidos.

## Formato
Tras la división del campeonato en el Torneo del Interior A y el Torneo del Interior B, este torneo siguió el formato de la Zona A de la temporada anterior, estando compuesto por dieciséis equipos divididos en cuatro zonas de cuatro equipos cada una, las cuales se resolvieron bajo el sistema de todos contra todos, pero disputándose a dos rondas durante esta temporada, con cada equipos disputando un encuentro de local y de visitante ante cada rival de su grupo. Se mantuvo el sistema de puntos bonus, otorgando 4 puntos por partido ganado, 2 por empatado, 0 por perdido, 1 punto bonus por marcar cuatro tries o más y 1 punto bonus por perder por siete puntos o menos. 
Los ganadores de cada una de las zonas clasificaron a la fase final, en la cual se declaró al campeón, disputándose a eliminación directa y con las localías en todos los partidos decidiéndose por sorteo. Los cuatro semifinalistas y los cuatro segundos de la fase de grupos clasificaron al Nacional de Clubes de 2001.

## Primera fase

### Zona 1
| Pos. | Equipos         | Partidos | Partidos | Partidos | Tantos | Tantos | Tantos | Pts. |
| Pos. | Equipos         | G        | E        | P        | PF     | PC     | DP     | Pts. |
| ---- | --------------- | -------- | -------- | -------- | ------ | ------ | ------ | ---- |
| 1.°  | Cardenales      | 5        | 1        | 0        | 247    | 113    | +134   | 25   |
| 2.°  | Jockey Club (R) | 4        | 1        | 1        | 218    | 198    | +20    | 22   |
| 3.°  | Palermo Bajo    | 2        | 0        | 4        | 176    | 200    | -24    |      |
| 4.°  | Mendoza RC      | 0        | 0        | 6        | 169    | 299    | -130   |      |

|  | Clasifica a fase final y al Nacional de Clubes 2001 |
|  | Clasifica al Nacional de Clubes 2001                |

| 18 de agosto | Jockey Club (R) | 35 - 29 | Palermo Bajo |                                     |                                     |
|              |                 | Reporte |              | Árbitro(s): Carlos Chiapetta (Cuyo) | Árbitro(s): Carlos Chiapetta (Cuyo) |

| 18 de agosto | Cardenales | 52 - 3  | Mendoza RC |                                         |                                         |
|              |            | Reporte |            | Árbitro(s): Marcelo Domínguez (Córdoba) | Árbitro(s): Marcelo Domínguez (Córdoba) |

| 25 de agosto | Palermo Bajo | 26 - 41 | Cardenales |                                        |                                        |
|              |              | Reporte |            | Árbitro(s): Santiago Borsani (Rosario) | Árbitro(s): Santiago Borsani (Rosario) |

| 26 de agosto | Mendoza RC | 36 - 42 | Jockey Club (R)' |                                             |                                             |
|              |            | Reporte |                  | Árbitro(s): Ricardo Ponce de León (Tucumán) | Árbitro(s): Ricardo Ponce de León (Tucumán) |

| 1 de septiembre | Jockey Club (R) | 22 - 22 | Cardenales |                                     |                                     |
|                 |                 | Reporte |            | Árbitro(s): Daniel Javase (Córdoba) | Árbitro(s): Daniel Javase (Córdoba) |

| 1 de septiembre | Mendoza RC | 36 - 41 | Palermo Bajo |  |  |

| 8 de septiembre | Jockey Club (R) | 61 - 37 | Mendoza RC |                                            |                                            |
|                 |                 | Reporte |            | Árbitro(s): Víctor Rabuffetti (Entre Ríos) | Árbitro(s): Víctor Rabuffetti (Entre Ríos) |

| 8 de septiembre | Cardenales | 20 - 15 | Palermo Bajo |  |  |

| 15 de septiembre | Palermo Bajo | 34 - 39 | Jockey Club (R) |                                              |                                              |
|                  |              | Reporte |                 | Árbitro(s): Fernando Martínez (Buenos Aires) | Árbitro(s): Fernando Martínez (Buenos Aires) |

| 15 de septiembre | Mendoza RC | 28 - 72 | Cardenales |  |  |

| 22 de septiembre | Cardenales | 40 - 19 | Jockey Club (R) |                                         |                                         |
|                  |            | Reporte |                 | Árbitro(s): Pablo Deluca (Buenos Aires) | Árbitro(s): Pablo Deluca (Buenos Aires) |

| 22 de septiembre | Palermo Bajo | 31 - 29 | Mendoza RC |  |  |

### Zona 2
| Pos. | Equipos            | Partidos | Partidos | Partidos | Tantos | Tantos | Tantos | Pts. |
| Pos. | Equipos            | G        | E        | P        | PF     | PC     | DP     | Pts. |
| ---- | ------------------ | -------- | -------- | -------- | ------ | ------ | ------ | ---- |
| 1.°  | La Tablada         | 6        | 0        | 0        | 268    | 101    | +167   | 29   |
| 2.°  | Duendes            | 4        | 0        | 2        | 197    | 162    | +35    |      |
| 3.°  | Tucumán Rugby      | 2        | 0        | 4        | 177    | 207    | -30    |      |
| 4.°  | Mar del Plata Club | 0        | 0        | 6        | 87     | 259    | -172   |      |

|  | Clasifica a fase final y al Nacional de Clubes 2001 |
|  | Clasifica al Nacional de Clubes 2001                |

| 18 de agosto | La Tablada | 65 - 0  | Mar del Plata Club |                                      |                                      |
|              |            | Reporte |                    | Árbitro(s): Marcelo Abdala (Tucumán) | Árbitro(s): Marcelo Abdala (Tucumán) |

| 18 de agosto | Duendes | 30 - 28 | Tucumán Rugby |                                             |                                             |
|              |         | Reporte |               | Árbitro(s): Roberto Martínez (Buenos Aires) | Árbitro(s): Roberto Martínez (Buenos Aires) |

| 25 de agosto | Mar del Plata Club | 8 - 40  | Duendes |                                  |                                  |
|              |                    | Reporte |         | Árbitro(s): Rafael Molina (Cuyo) | Árbitro(s): Rafael Molina (Cuyo) |

| 25 de agosto | Tucumán Rugby | 21 - 46 | La Tablada |                                       |                                       |
|              |               | Reporte |            | Árbitro(s): Carlos Molinari (Rosario) | Árbitro(s): Carlos Molinari (Rosario) |

| 1 de septiembre | La Tablada | 33 - 25 | Duendes |                                      |                                      |
|                 |            | Reporte |         | Árbitro(s): César Dalla Torre (Cuyo) | Árbitro(s): César Dalla Torre (Cuyo) |

| 1 de septiembre | Tucumán Rugby | 43 - 18 | Mar del Plata Club |  |  |

| 7 de septiembre | La Tablada | 49 - 17 | Tucumán Rugby |                                              |                                              |
|                 |            | Reporte |               | Árbitro(s): Juan Pablo Spirandelli (Rosario) | Árbitro(s): Juan Pablo Spirandelli (Rosario) |

| 8 de septiembre | Duendes | 44 - 17 | Mar del Plata Club |                                             |                                             |
|                 |         | Reporte |                    | Árbitro(s): Ricardo Ponce de León (Tucumán) | Árbitro(s): Ricardo Ponce de León (Tucumán) |

| 15 de septiembre | Mar del Plata Club | 14 - 25 | La Tablada |  |  |
|                  |                    | Reporte |            |  |  |

| 15 de septiembre | Tucumán Rugby | 26 - 34 | Duendes |                                     |                                     |
|                  |               | Reporte |         | Árbitro(s): Daniel Javase (Córdoba) | Árbitro(s): Daniel Javase (Córdoba) |

| 22 de septiembre | Duendes | 24 - 50 | La Tablada |                                            |                                            |
|                  |         | Reporte |            | Árbitro(s): Víctor Rabuffetti (Entre Ríos) | Árbitro(s): Víctor Rabuffetti (Entre Ríos) |

| 22 de septiembre | Mar del Plata Club | 30 - 42 | Tucumán Rugby |                                 |                                 |
|                  |                    | Reporte |               | Árbitro(s): Alberto Cohen (Sur) | Árbitro(s): Alberto Cohen (Sur) |

### Zona 3
| Pos. | Equipos            | Partidos | Partidos | Partidos | Tantos | Tantos | Tantos | Pts. |
| Pos. | Equipos            | G        | E        | P        | PF     | PC     | DP     | Pts. |
| ---- | ------------------ | -------- | -------- | -------- | ------ | ------ | ------ | ---- |
| 1.°  | Universitario (T)  | 6        | 0        | 0        | 247    | 181    | +66    | 28   |
| 2.°  | Los Tordos         | 3        | 0        | 3        | 190    | 198    | -8     | 17   |
| 3.°  | Jockey Club (C)    | 2        | 0        | 4        | 178    | 136    | +42    |      |
| 4.°  | Universitario (SF) | 1        | 0        | 5        | 108    | 208    | -100   |      |

|  | Clasifica a fase final y al Nacional de Clubes 2001 |
|  | Clasifica al Nacional de Clubes 2001                |

| 18 de agosto | Los Tordos | 53 - 66 | Universitario (T) |                                            |                                            |
|              |            | Reporte |                   | Árbitro(s): Víctor Rabuffetti (Entre Ríos) | Árbitro(s): Víctor Rabuffetti (Entre Ríos) |

| 18 de agosto | Jockey Club (C) | 52 - 3  | Universitario (SF) |                                  |                                  |
|              |                 | Reporte |                    | Árbitro(s): Rafael Molina (Cuyo) | Árbitro(s): Rafael Molina (Cuyo) |

| 25 de agosto | Universitario (T) | 29 - 28 | Jockey Club (C) |                                      |                                      |
|              |                   | Reporte |                 | Árbitro(s): César Dalla Torre (Cuyo) | Árbitro(s): César Dalla Torre (Cuyo) |

| 26 de agosto | Universitario (SF) | 25 - 32 | Los Tordos |                                           |                                           |
|              |                    | Reporte |            | Árbitro(s): Rodolfo Muller (Buenos Aires) | Árbitro(s): Rodolfo Muller (Buenos Aires) |

| 1 de septiembre | Los Tordos | 32 - 30 | Jockey Club (C) |  |  |

| 1 de septiembre | Universitario (SF) | 22 - 30 | Universitario (T) |                                   |                                   |
|                 |                    | Reporte |                   | Árbitro(s): Juan Pérez (San Juan) | Árbitro(s): Juan Pérez (San Juan) |

| 8 de septiembre | Los Tordos | 27 - 18 | Universitario (SF) |                                         |                                         |
|                 |            | Reporte |                    | Árbitro(s): Marcelo Domínguez (Córdoba) | Árbitro(s): Marcelo Domínguez (Córdoba) |

| 8 de septiembre | Jockey Club (C) | 27 - 37 | Universitario (T) |  |  |
|                 |                 | Reporte |                   |  |  |

| 15 de septiembre | Universitario (T) | 33 - 27 | Los Tordos |  |  |
|                  |                   | Reporte |            |  |  |

| 15 de septiembre | Universitario (SF) | 16 - 15 | Jockey Club (C) |                                              |                                              |
|                  |                    | Reporte |                 | Árbitro(s): Juan Pablo Spirandelli (Rosario) | Árbitro(s): Juan Pablo Spirandelli (Rosario) |

| 22 de septiembre | Jockey Club (C) | 26 - 19 | Los Tordos |                                       |                                       |
|                  |                 | Reporte |            | Árbitro(s): Carlos Molinari (Rosario) | Árbitro(s): Carlos Molinari (Rosario) |

| 22 de septiembre | Universitario (T) | 52 - 24 | Universitario (SF) |  |  |
|                  |                   | Reporte |                    |  |  |

### Zona 4
| Pos. | Equipos                | Partidos | Partidos | Partidos | Tantos | Tantos | Tantos | Pts. |
| Pos. | Equipos                | G        | E        | P        | PF     | PC     | DP     | Pts. |
| ---- | ---------------------- | -------- | -------- | -------- | ------ | ------ | ------ | ---- |
| 1.°  | Tala                   | 4        | 1        | 1        | 192    | 137    | +55    | 22   |
| 2.°  | Gimnasia y Esgrima (R) | 4        | 1        | 1        | 177    | 151    | +26    | 20   |
| 3.°  | Huirapuca              | 2        | 0        | 4        | 166    | 173    | -7     |      |
| 4.°  | Marista                | 1        | 0        | 5        | 135    | 209    | -74    |      |

|  | Clasifica a fase final y al Nacional de Clubes 2001 |
|  | Clasifica al Nacional de Clubes 2001                |

| 18 de agosto | Huirapuca | 43 - 45 | Gimnasia y Esgrima (R) |                                           |                                           |
|              |           | Reporte |                        | Árbitro(s): Marcelo Pilara (Buenos Aires) | Árbitro(s): Marcelo Pilara (Buenos Aires) |

| 18 de agosto | Marista | 24 - 31 | Tala |                                        |                                        |
|              |         | Reporte |      | Árbitro(s): Ricardo Ostricil (Tucumán) | Árbitro(s): Ricardo Ostricil (Tucumán) |

| 24 de agosto | Tala | 33 - 25 | Huirapuca |                                              |                                              |
|              |      | Reporte |           | Árbitro(s): Juan Pablo Spirandelli (Rosario) | Árbitro(s): Juan Pablo Spirandelli (Rosario) |

| 26 de agosto | Gimnasia y Esgrima (R) | 24 - 12 | Marista |                                     |                                     |
|              |                        | Reporte |         | Árbitro(s): Daniel Javase (Córdoba) | Árbitro(s): Daniel Javase (Córdoba) |

| 1 de septiembre | Huirapuca | 31 - 19 | Marista |  |  |

| 1 de septiembre | Tala | 45 - 32 | Gimnasia y Esgrima (R) |                                            |                                            |
|                 |      | Reporte |                        | Árbitro(s): Víctor Rabuffetti (Entre Ríos) | Árbitro(s): Víctor Rabuffetti (Entre Ríos) |

| 8 de septiembre | Huirapuca | 26 - 16 | Tala |  |  |
|                 |           | Reporte |      |  |  |

| 8 de septiembre | Marista | 29 - 37 | Gimnasia y Esgrima (R) |  |  |

| 15 de septiembre | Gimnasia y Esgrima (R) | 22 - 5  | Huirapuca |                                            |                                            |
|                  |                        | Reporte |           | Árbitro(s): Víctor Rabuffetti (Entre Ríos) | Árbitro(s): Víctor Rabuffetti (Entre Ríos) |

| 15 de septiembre | Tala | 50 - 13 | Marista |  |  |
|                  |      | Reporte |         |  |  |

| 21 de septiembre | Gimnasia y Esgrima (R) | 17 - 17 | Tala |                                             |                                             |
|                  |                        | Reporte |      | Árbitro(s): Ricardo Ponce de León (Tucumán) | Árbitro(s): Ricardo Ponce de León (Tucumán) |

| 22 de septiembre | Marista | 38 - 36 | Huirapuca |                                      |                                      |
|                  |         | Reporte |           | Árbitro(s): Gustavo Pérez (San Juan) | Árbitro(s): Gustavo Pérez (San Juan) |

## Fase final
|  | Semifinales       | Semifinales       | Semifinales      |            |            | Final        | Final        | Final        |  |
|  | 29 de septiembre  | 29 de septiembre  | 29 de septiembre |            |            | 1 de octubre | 1 de octubre | 1 de octubre |  |
|  |                   |                   |                  |            |            |              |              |              |  |
|  |                   |                   |                  |            |            |              |              |              |  |
|  | Cardenales        | Cardenales        | 32               |            |            |              |              |              |  |
|  | Cardenales        | Cardenales        | 32               |            |            |              |              |              |  |
|  | Tala              | Tala              | 28               |            |            |              |              |              |  |
|  | Tala              | Tala              | 28               |            | Cardenales | Cardenales   | 16           |              |  |
|  |                   |                   |                  |            | Cardenales | Cardenales   | 16           |              |  |
|  |                   |                   | La Tablada       | La Tablada | 21         |              |              |              |  |
|  | La Tablada        | La Tablada        | La Tablada       | La Tablada | 21         | 43           |              |              |  |
|  | La Tablada        | La Tablada        |                  |            |            | 43           |              |              |  |
|  | Universitario (T) | Universitario (T) | 5                |            |            |              |              |              |  |
|  | Universitario (T) | Universitario (T) | 5                |            |            |              |              |              |  |
|  |                   |                   |                  |            |            |              |              |              |  |

Semifinales
| 29 de septiembre | La Tablada | 43 - 5  | Universitario (T) |                                         |                                         |
|                  |            | Reporte |                   | Árbitro(s): Pablo Deluca (Buenos Aires) | Árbitro(s): Pablo Deluca (Buenos Aires) |

| 30 de septiembre | Cardenales | 32 - 28 | Tala |                                       |                                       |
|                  |            | Reporte |      | Árbitro(s): Carlos Molinari (Rosario) | Árbitro(s): Carlos Molinari (Rosario) |

Final
| 6 de octubre | Cardenales | 16 - 21 | La Tablada | Natación y Gimnasia, Tucumán                                         |                                                                      |
|              |            | Reporte |            | Asistencia: 4000 espectadores Árbitro(s): Santiago Borsani (Rosario) | Asistencia: 4000 espectadores Árbitro(s): Santiago Borsani (Rosario) |

| Bandera de la Provincia de Córdoba |
| La Tablada Campeón                 |
| Primer título                      |